# チャールズ・ペゾルド

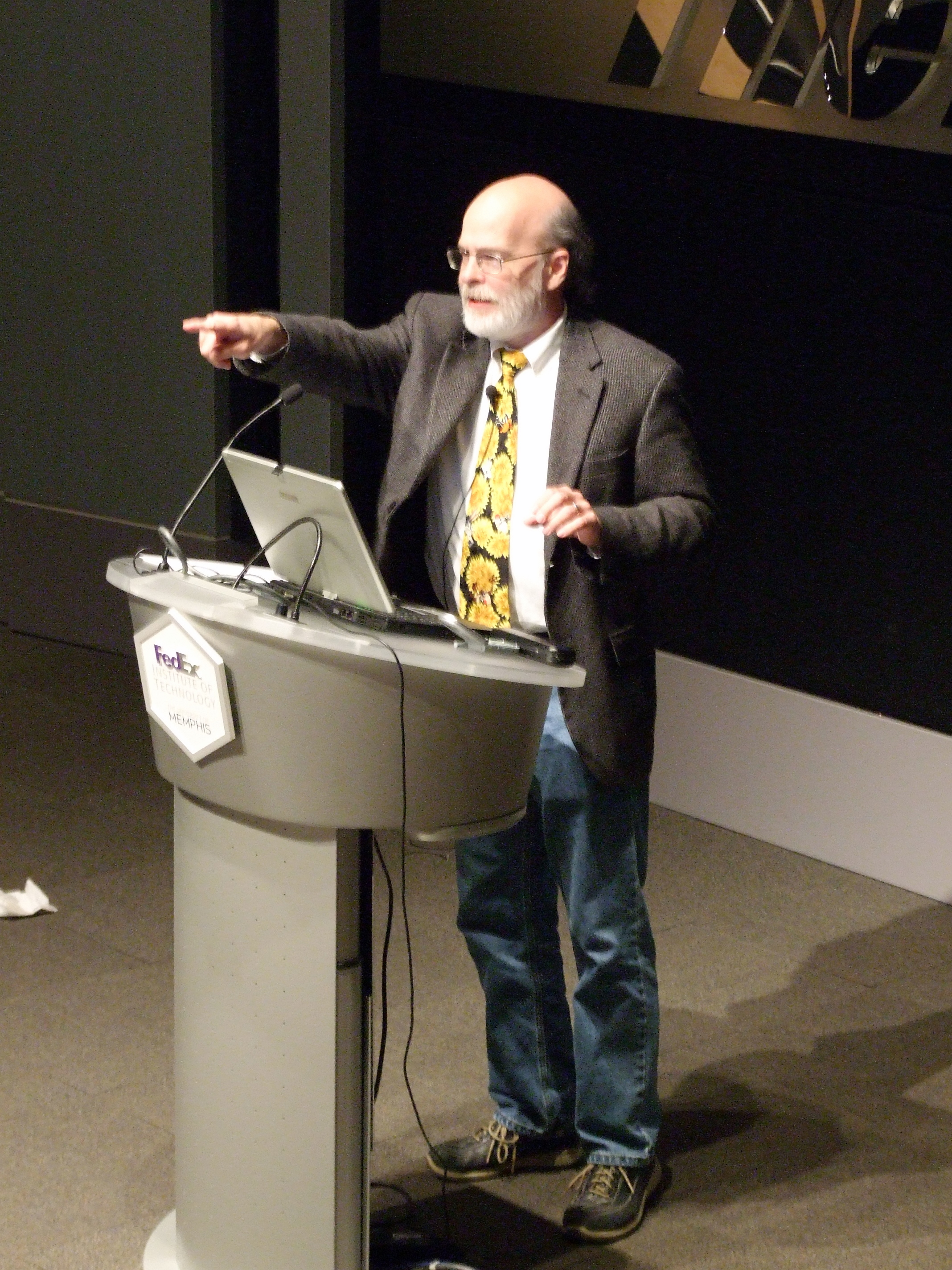
チャールズ・ペゾルド

チャールズ・ペゾルド（Charles Petzold、1953年2月2日 - ）は、アメリカ合衆国のプログラマー、ウィンドウズベースのソフトウェアに関する執筆者である。
1975年にスティーヴンス工科大学を卒業した。数学の理学士号、数学の理学修士号を取得している。ウィンドウズ・プログラミングに関する書籍を執筆し、また、さまざまな雑誌にコンピューターに関して執筆した。

## 著作
- Applications = Code+Markup
- Programming Microsoft Windows Forms
- Programming in the Key of C#
- Programming Microsoft Windows with Microsoft Visual Basic .NET
- Programming Microsoft Windows with C#
- Code: The Hidden Language of Computer Hardware and Software
- Programming Windows, Fifth Edition

### 絶版
- Programming Windows, 4th edition
- OS/2 Presentation Manager Programming
- Programming Windows, 3rd edition
- Programming Windows, 2nd edition.
- Programming the OS/2 Presentation Manager
- Programming Windows, 1st edition

## Misc
- 片腕には、ウィンドウズのロゴの入れ墨をしている。
- 「Petzold」は、"pet's old"のように発音する。